# 3 Szczeciński Oddział WOP

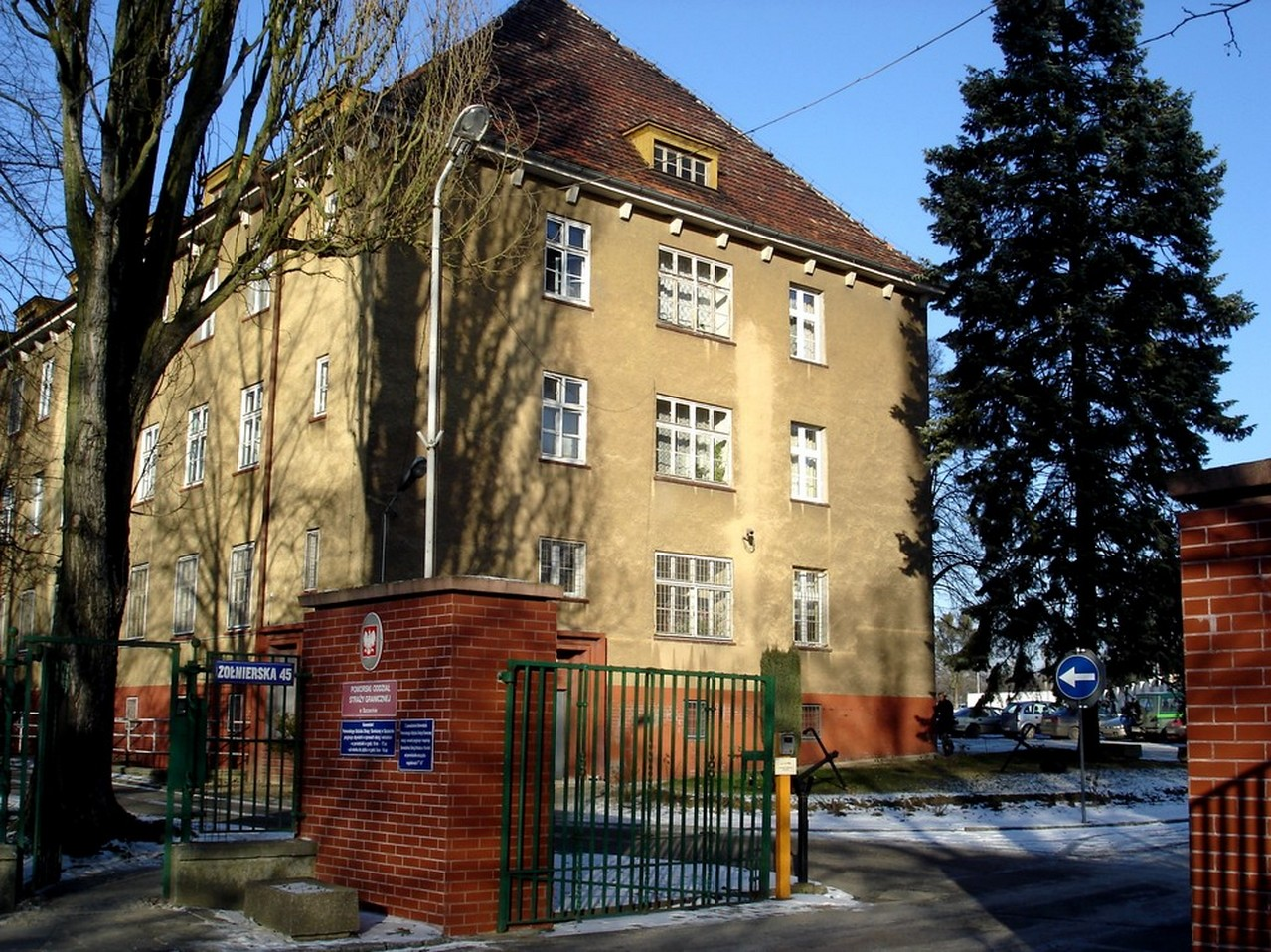
W tym budynku mieścił się sztab oddziału

 Szczeciński Oddział WOP nr 3  – zlikwidowany oddział w strukturze organizacyjnej Wojsk Ochrony Pogranicza pełniący służbę graniczną na granicy polsko-niemieckiej.

## Formowanie i zmiany organizacyjne
3 Szczeciński Oddział WOP JW 1823 (Zarządzenie SzSG Nr 053/Org. 30 marca 1946) został sformowany w 1946 na bazie 3 Oddziału Ochrony Pogranicza, na podstawie rozkazu NDWP nr 0153/org. z 21 września 1946. Oddział posiadał cztery komendy, 20 strażnic, stan etatowy wynosił 1597 żołnierzy i 14 pracowników cywilnych. Sztab oddziału stacjonował w Szczecinie.
We wrześniu 1946 przekazano Bałtyckiemu Oddziałowi WOP 15 komendę odcinka Międzyzdroje.
W 1947 przejęto z powrotem 15 komendę odcinka Międzyzdroje. Rozformowano grupę manewrową i sformowano szkołę podoficerską.
Na mocy rozkazu MON z 20 marca 1948 z dniem 1 maja 1948 Szczeciński Oddział WOP nr 3 przeformowano na 8 Brygadę Ochrony Pogranicza.

## Ochrona granicy
W latach 1945–1947 w czasie pełnienia służby granicznej poległo 18 żołnierzy oddziału. Byli to między innymi: kpt. Jerzy Zdrojewski, szer. Zenon Kubalka, szer. Marian Gabrysiak, szer. Wacław Dulkiewicz i st. szer. Antoni Gacki. 10 marca 1947 w rejonie Lipnik Górnych zginęło dwóch żołnierzy ze strażnicy Kamieniec 13 komendy odcinka. Odznaczono ich pośmiertnie Krzyżami Walecznych i pochowano na Cmentarzu Komunalnym w Szczecinie.

## Struktura organizacyjna
W 1946:

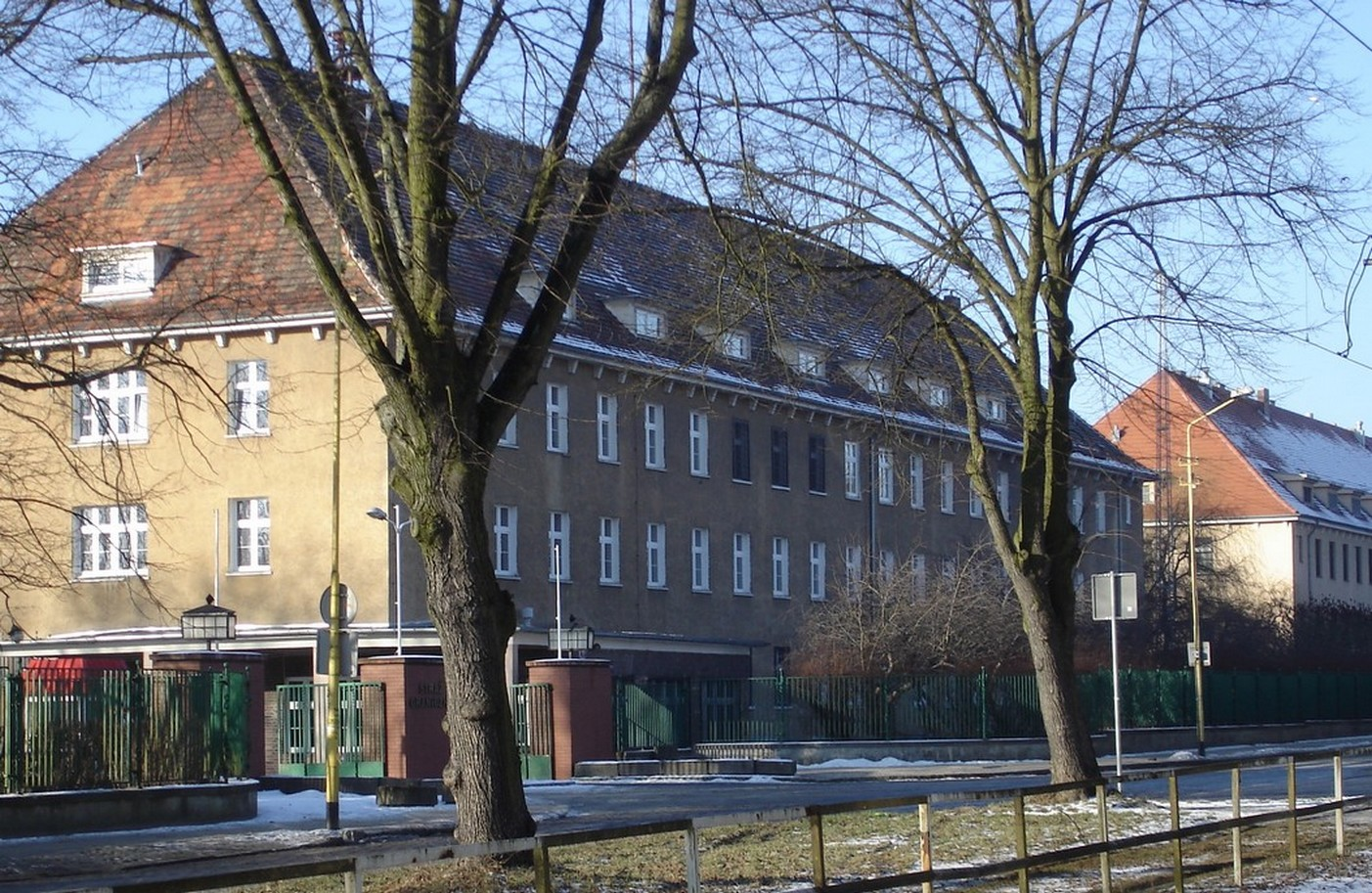
W tych koszarach stacjonowała grupa manewrowa i 13 komenda odcinka

- dowództwo sztab i pododdziały dowodzenia
- grupa manewrowa (później szkoła podoficerska)
- 11 komenda odcinka – Mieszkowice i cztery strażnice
- 12 komenda odcinka – Chojna
- 13 komenda odcinka – Szczecin
- 14 komenda odcinka – Trzebież

- Przejściowe punkty kontrolne:
  - PPK Kołbaskowo (drogowy)
  - PPK Nowe Linki (drogowy)
  - PPK Gumieńce (kolejowy)
  - PPK Szczecin (morski)
  - PPK Świnoujście (rzeczny)
  - PPK Gryfino (rzeczny).

We wrześniu 1946 stan etatowy oddziału przewidywał: 4 komendy, 20 strażnic, 1597 wojskowych i 14 pracowników cywilnych. Po reorganizacji w 1947 było to: 5 komend odcinków, 24 strażnice, 1563 wojskowych i 13 pracowników cywilnych.

## Sztandar oddziału
Uroczystość wręczenia sztandaru odbyła się 29 czerwca 1947 na Wałach Chrobrego w Szczecinie. Sztandar z rąk wojewody szczecińskiego Borkowicza, w obecności prezydenta RP Bolesława Bieruta, premiera rządu Józefa Cyrankiewicza, ministra obrony narodowej, marszałka Polski Michała Roli-Żymierskiego i szefa Sztabu Głównego gen. Władysława Korczyca, przyjął płk Aleksander Bochan.
[Sztandar miał 44 gwoździe pamiątkowe. Z niewiadomych przyczyn i nie wiadomo na czyje polecenie oraz kiedy usunięto z drzewca 5 gwoździ.

## Dowódcy oddziału
- ppłk Sergiusz Czesnakow (do 15.04.1947)[potrzebny przypis]
- ppłk Aleksander Bochan.[potrzebny przypis]

## Przekształcenia
3 Oddział Ochrony Pogranicza → 3 Szczeciński Oddział WOP → 8 Brygada Ochrony Pogranicza → 12 Brygada WOP → 12 Pomorska Brygada WOP → Pomorska Brygada WOP → Pomorski Oddział Straży Granicznej